# Jaume Bru Berenguer
Jaume Bru Berenguer (Barcelona, ca.1803 - 17 d'agost de 1861) també conegut com a Jaume Bruno Berenguero Jaume Berenguer va néixer a Barcelona. Era guitarrista i professor de guitarra. Pràcticament tota la informació que es coneix d'ell, és en part, gràcies a Domingo Prat.

## Biografia
Era fill de Josep Berenguer teixidor de vels nascut a Barcelona i de Magina. Berenguer es va dedicar especialment a difondre les seves obres i les de Ferran Sor també de manera manuscrita. Domingo Prat va recollir gran part de les obres d'aquest guitarrista barceloní, on es troba una de les peces amb el següent títol en la portada: “Nº7. Sis divertimentos arreglats per a guitarra per D. Ferran Sor i publicats per D. Jaume Bru i Berenguer, professor de guitarra, el que a fi de facilitar l'execució de les peces del primer guitarrista d'Europa ha afegit als passatges que puguin oferir alguna dificultat, el signe corresponent a la posició que s'ha de prendre per a executar-los amb neteja i facilitat, segons el mètode compost per dit Sr. -Preu 12 reals vellón- L'explicació dels signes que conté el mecanisme de la Guitarra es trobarà de venda en els paratges següents. En el magatzem de música de D. Francisco España, carrer de Escudillers. I a casa de dit Sr., Baixada de San Miguel, núm. 7, pis 3”.
Com bé indica el títol de l'obra, a l'inici de l'activitat de Ferran Sor, la seva obra i el seu significat històric varen tenir una important rellevància fins a arribar al punt de ser reivindicatiu. El centre d'aquesta reivindicació s'ubica a Barcelona, en canvi, a la resta d'Espanya es va anar oblidant. És llavors quan Berenguer es converteix en el portaveu de la divulgació de la música per a guitarra de Sor, amb poca transcendència, però de caràcter qualitatiu, a les que s'afegiran posteriorment a la jerarquia de guitarristes com Jaume Bosch i Josep Costa i Hugas.
A més a més, va introduir el Braille per primera vegada a Espanya l'any 1840, el qual els ensenyava als seus alumnes de l'Escola Municipal de Cecs de Barcelona. Posteriorment, s'introduirà aquest ensenyament a Madrid en 1853. Al principi, va haver-hi molta gent oposada, principalment els professors vidents de cecs. Encara que al final es va acabar establint i patint algunes modificacions. Van fer un codi Braille castellà per la Reial orde Ministerial del 23-12-1896. Ja a l'any 1855, després de jubilar-se, l'Ajuntament de Barcelona va obrir la convocatòria per a cobrir la plaça de Berenguer, a la qual es va presentar el mestre de capella de l'església de Santa Ana, Pedro Llorens i Llatchós.
Mor a Barcelona el 17 d'agost de 1861 del tifus al Carrer Sant Rafael, 19. Tenia 58 anys i el seu estat civil era de vidu.

## Obres
Nº7. Sis divertimentos arreglats per a guitarra per D. Ferran Sor i publicats per D. Jaume Bru i Berenguer, professor de guitarra, el que a fi de facilitar l'execució de les peces del primer guitarrista d'Europa ha afegit als passatges que puguin oferir alguna dificultat, el signe corresponent a la posició que s'ha de prendre per a executar-los amb neteja i facilitat, segons el mètode compost per dit Sr. -Preu 12 reals vellón- L'explicació dels signes que conté el mecanisme de la Guitarra es trobarà de venda en els paratges següents. En el magatzem de música de D. Francisco España, carrer de Escudillers. I a casa de dit Sr., Baixada de San Miguel, núm. 7, pis 3.